# Patera de Chouljenko
Shulzhenko Patera
Pour les articles homonymes, voir Shulzhenko.
La patera de Chouljenko (désignation internationale : Shulzhenko Patera) est une patera située sur Vénus dans le quadrangle d'Hecate Chasma. Elle a été nommée en référence à Klavdia Chouljenko, chanteuse soviétique (1906–1984).